# Elzan Bibić
Elzan Bibić (en serbio: Елзан Бибић, 8 de enero de 1999) es un deportista serbio que compite en atletismo, especialista en las carreras de mediofondo. Ganó una medalla de bronce en el Campeonato Europeo de Atletismo en Pista Cubierta de 2023, en la prueba de 3000 m.

## Palmarés internacional
| Campeonato Europeo en Pista Cubierta | Campeonato Europeo en Pista Cubierta | Campeonato Europeo en Pista Cubierta | Campeonato Europeo en Pista Cubierta |
| Año                                  | Lugar                                | Medalla                              | Prueba                               |
| ------------------------------------ | ------------------------------------ | ------------------------------------ | ------------------------------------ |
| 2023                                 | Estambul (Turquía)                   | Medalla de bronce                    | 3000 m                               |